# تاناح
تاناح (به لاتین: Tanah Merah, Malaysia) یک سکونتگاه مسکونی در مالزی است که در کلانتان واقع شده‌است.